# Lokaas
Een lokaas is oorspronkelijk een stuk vlees om een ander dier aan te trekken, om deze vervolgens te kunnen doden of vangen.
Tegenwoordig is de betekenis breder, en kan het ook een zuivelproduct (kaas bij muizen bijvoorbeeld) of zelfs iets virtueels zijn, zoals een vinnige uitspraak om een ander een boze reactie te ontlokken. In het laatste geval spreekt men meestal alleen figuurlijk van lokaas.